# Neil J. Linehan
Neil Joseph Linehan (* 23. September 1895 in Chicago, Illinois; † 23. August 1967 ebenda) war ein US-amerikanischer Politiker. Zwischen 1949 und 1951 vertrat er den Bundesstaat Illinois im US-Repräsentantenhaus.

## Leben
Neil Linehan besuchte die öffentlichen Schulen seiner Heimat und danach bis 1913 die John L. Marsh School. Während des Ersten Weltkriegs diente er in der US Army. Danach arbeitete er in der Elektroindustrie. Politisch schloss er sich der Demokratischen Partei an. Bei den Kongresswahlen des Jahres 1948 wurde er im dritten Wahlbezirk von Illinois in das US-Repräsentantenhaus in Washington, D.C. gewählt, wo er am 3. Januar 1949 die Nachfolge von Fred E. Busbey antrat. Da er im Jahr 1950 gegen Busbey verlor, konnte er bis zum 3. Januar 1951 nur eine Legislaturperiode im Kongress absolvieren.
Auch im Jahr 1952 scheiterte Linehan bei seiner letzten Kongresskandidatur an Fred Busbey. Nach dem Ende seiner Zeit im US-Repräsentantenhaus arbeitete er wieder in der Elektrobranche. 1951 war er zudem Direktor der Preisstabilitätsbehörde in Chicago. In dieser Stadt ist er am 23. August 1967 auch verstorben.